# Rudolf März
Rudolf März (ur. 17 kwietnia 1901 w Wielkich Hajdukach, zm. 1944) – inżynier górnictwa, mistrz Polski w skokach do wody.

## Życiorys
Urodził się w Wielkich Hajdukach, obecnie Chorzów Batory, dzielnica Chorzowa. Pochodził z rodziny niemieckiej. Niewiele wiadomo o jego młodości. Sportową karierę pływaka rozpoczął w niemieckim klubie „Erster Schwimmverein” w Katowicach (1923), pod kierunkiem ówczesnego mistrza Polski Waltera Süßmanna. W 1926 zajął pierwsze miejsce w konkursie skoków z trampoliny i zdobył mistrzostwo Polski, w barwach Towarzystwa Pływackiego „Giszowiec-Nikiszowiec 23”.
Ukończył Państwową Szkołę Górniczą w Tarnowskich Górach (1927), reprezentował szkolny klub sportowy na zawodach w pływaniu na różnych dystansach.
Od 1928 zawodnik Towarzystwo Pływackie „Giszowiec-Nikiszowiec 23” w Giszowcu-Nikiszowcu (obecnie Katowice), działającego pod patronatem koncernu „Giesche”, zatrudniony jako sztygar. Pod koniec lat 30. członek zarządu Towarzystwa.
Do wybuchu II wojny św. zdobył 22 tytuły mistrza Polski w skokach z wieży, corocznie od 1927 do 1939 (z wyjątkiem 1936). W 1938 uzyskał ten tytuł także na krytej pływalni.
Do 1938 ośmiokrotny reprezentant Polski (1928, 1931, 1938), w tym na mistrzostwach Europy (1927, 1929, 1931).
Podczas okupacji hitlerowskiej sprzyjał Polakom z Janowa, pomagając przed aresztowaniem i wywiezieniem do obozów koncentracyjnych. Prawdopodobnie karnie w 1943 koncern „Giesche” skierował go do pracy w kopalni w Zagłębiu Wałbrzyskim.
Zmarł tragicznie wskutek wypadku w kopalni, w 1944.

## Ordery i odznaczenia
- Brązowy Krzyż Zasługi (19 marca 1931)[1]